# سوزان كوليمبا
الدكتورة سوزان كوليمبا (مواليد 8 ديسمبر 1964) (بالسواحلية: Susan Alphonce Kolimba)‏ هي أكاديمية وسياسية تنزانية تنتمي إلى حزب تشاما تشا مابيندوزي (Chama Cha Mapinduzi) الحاكم، وهي النائب الحالي لوزير الخارجية والتعاون في شرق أفريقيا.

## سيرتها
ولدت سوزان كوليمبا في 8 ديسمبر 1964. أكملت دراستها من مدرسة كيبوشو الثانوية للبنات في عام 1982.
عام 1988 تحصلت على شهادة في التدريس من كلية تدريب المعلمين في مارانغو. بعد التدريس كمدرسة ثانوية لمدة ثلاث سنوات، شرعت في دراسة القانون، وحصلت على درجة الدكتوراة في القانون سنة 2002 من الجامعة الروسية لصداقة الشعوب.
درّست القانون في الجامعة المفتوحة في تنزانيا بين عامي 2005 و 2016. أصبحت عميد كلية الحقوق في عام 2010.
عُيّنت كوليمبا نائبا لوزير الخارجية والتعاون في شرق أفريقيا في حكومة الرئيس جون بومبيه ماغوفولي عام 2015.
وتولت أيضا منصب رئيس مجلس وزراء مجموعة شرق أفريقيا.